# Liste des gares de la wilaya de Bouira
La liste des gares de la wilaya de Bouira, est une liste des gares ferroviaires situées dans la wilaya de Bouira, en Algérie.

## Gares ferroviaires dans la wilaya
La wilaya de Bouira compte dix gares, toutes exploitées par la Société nationale des transports ferroviaires (SNTF).
| Gare                  | Commune     | Ligne                 |
| --------------------- | ----------- | --------------------- |
| Gare d'Ahnif          | Ahnif       | Alger à Skikda        |
| Gare d'Ath Mansour    | Ath Mansour | Alger à Skikda        |
| Gare de Bechloul      | Bechloul    | Alger à Skikda        |
| Gare de Bouira        | Bouira      | Alger à Skikda        |
| Gare de Draâ El Mizan | Aomar       | Alger à Skikda        |
| Gare d'El Adjiba      | El Adjiba   | Alger à Skikda        |
| Gare d'El Esnam       | El Asnam    | Alger à Skikda        |
| Gare de Kadiria       | Kadiria     | Alger à Skikda        |
| Gare de Lakhdaria     | Lakhdaria   | Alger à Skikda        |
| Gare de Toghza        | Chorfa      | Beni Mansour à Béjaïa |

| \| Bouira Ahnif Ath · Mansour Bechloul Draâ El Mizan El · Adjiba El Esnam Kadiria Lakhdaria Toghza \| Localisation des gares de la wilaya de Bouira |
| Bouira Ahnif Ath · Mansour Bechloul Draâ El Mizan El · Adjiba El Esnam Kadiria Lakhdaria Toghza                                                     |

## Lignes ferroviaires dans la wilaya
La wilaya est traversée par deux lignes : 
- la ligne d'Alger à Skikda ;
- la ligne de Beni Mansour à Béjaïa.